# Анонимус
«Анонимус»  (транскрипция англ. Anonymous, МФА: [əˈnɒn.ɪ.məs]; буквально — «анонимный», «аноним», «безымянный») — современная международная сеть активистов и хактивистов, отдельные узлы которой слабо связаны между собой.
Первоначально термин появился в 2003 году на имиджборде 4chan как концепция множества онлайн- и офлайн-сообществ пользователей, представляющих собой анархический цифровой мировой разум. Также под этим термином понимается субкультура, возводящая в идеал идею анонимности и свободы в интернете. «Анонимус» выступает строго против цензуры в интернете, преследования и надзора. В знак протеста группа взломала различные государственные веб-сайты. Также атаки были направлены и на крупные организации по безопасности.
Участники и сторонники «Анонимус» могут быть опознаны по ношению маски Гая Фокса, ставшей одним из его символов. Маска Гая Фокса является также напоминанием о борьбе с репрессивным правительством, как это показано в комиксе «V — значит вендетта» и его киноадаптации.
В своём раннем виде, концепция «Анонимус» трактовалась как децентрализованное интернет-сообщество, действующее анонимно и скоординированно, для достижения своих целей, как правило, ради развлечений, связанных с различным интернет-юмором и мемами. А позже, начиная с 2008 года, «Анонимус» начинает сильно ассоциироваться с таким понятием, как совместный и международный хактивизм. Они провели ряд протестов и других акций в ответ на цифровые антипиратские кампании (см. авторское право) различных торгово-промышленных, кинозаписывающих и иных компаний. Большинство подобных акций было осуществлено неизвестными лицами или группой лиц, которые называли себя данным именем — «Anonymous». Некоторые аналитики восхваляют «Анонимус» как борцов за свободу интернета, или как «цифрового Робина Гуда», в то время как критики осуждают их как «анархических кибер-партизан», «толпу киберлинчевателей» или «кибертеррористов».
Движение «Анонимус» не обязательно привязано к определённым ресурсам, однако некоторые сайты тесно с ним связаны. Среди них, как правило, имиджборды (например, 4chan), а также связанные с ними вики-сайты, Encyclopædia Dramatica, и ряд интернет-форумов. После ряда скандальных и хорошо преданных огласке акций и протестов, а также успешных DDoS-атак и взломов веб-сайтов, популярность и размеры группы «Анонимус» увеличились.
При анализе возможностей движения «Анонимус» был позиционирован как один из главных наследников сайта WikiLeaks, по мнению CNN. В 2012 году американский журнал Time включил «Анонимус» в список ста наиболее влиятельных людей года.

## Основы

### Происхождение и название
Само название «Анонимус» было вдохновлено возможностью анонимного комментирования и совершения других действий в интернете, без необходимости регистрации и опасений быть узнанными. Далее эта возможность была идеализирована имиджбордами, где пользователи могли свободно высказывать своё мнение, не боясь дискриминации по возрасту, полу или по каким-нибудь другим признакам, благодаря анонимности. Поскольку все подобные комментарии и сообщения помечались тегом «аноним», то появилась шуточная его трактовка, как будто этот аноним был реальным человеком, что впоследствии привело к созданию самого мема и первоначальной его трактовки как коллективного разума.
Понятие «Анонимус» в широком смысле представляет собою идею каждого по отдельности и всех вместе как некоего безымянного коллектива. Часто отмечается, что понятие с трудом схватывается в определении, но лучше описывается при помощи афористического описания воспринимаемых черт данного явления.
|  | Анонимус — это первое основанное на Интернете сверхсознание. Анонимус — это группа в том же смысле, в котором группой является стая птиц. Почему мы считаем это группой? Они летят в одном направлении. В каждый конкретный момент какие-то птицы могут присоединяться, покидать стаю, лететь в совершенно другом направлении. |

### Идеология и девиз
Анонимус относится к хактивистам. Один из представителей Анонимус, назвавшийся именем «Хладнокровный» (англ. ColdBlood), объяснил свою точку зрения и философию движения газете «Гардиан».
|  | Мы против корпораций и правительств, которые вмешиваются в Интернет. Мы считаем, что Интернет должен быть открытым и свободным для всех. Мы не забываем, мы не прощаем, имя нам — легион! |

Существует девиз Анонимус, ставший известным в интернете:
|  | Мы — Анонимус. Мы — Легион. Мы не прощаем. Мы не забываем. Ждите нас. Оригинальный текст (англ.)We are Anonymous. We are Legion. We do not forgive. We do not forget. Expect us. |

Комментаторы указывают на параллели между «Мы — Легион» и бесовским ответом «Имя мне — легион» в Новом Завете.

### Состав
У Анонимус нет ни лидеров, ни руководящей партии, он полагается на коллективную силу отдельных участников, действующих таким образом, что совокупный эффект приносит пользу всем.
|  | Любой, кто хочет, может быть Анонимус и двигаться к определённому набору целей… У нас есть программа, с которой мы все согласны, и все мы координируем наши действия, но все действуют независимо и без всякого стремления к признанию. Мы просто хотим, чтобы было сделано то, что мы чувствуем важным… — Аноним. Цитируется по Chris Landers in the Baltimore City Paper, April 2, 2008. |

Анонимус во многом состоит из пользователей различных имиджбордов и интернет-форумов. Кроме того, существует ряд вики-сайтов и IRC-сетей, созданных с целью преодоления ряда ограничений имиджбордов. Подобные способы общения представляют собой средства, при помощи которых Анонимус, участвующий в Project Chanology, общается и организовывает протесты. «Широкая коалиция обитателей интернета» связана интернетом и такими сайтами, как 4chan, 711chan, Encyclopædia Dramatica, IRC-каналами и YouTube. Социальные сети, например, Facebook, используются для создания групп, мобилизующих людей на протесты в реальном мире. Помимо этого, есть определённые ресурсы, которые помогают анонимам координировать предстоящие акции протеста и избежать некоторых ограничений борд.

#### Low Orbit Ion Cannon
The Low Orbit Ion Cannon — это интернет-приложение, предназначенное для DDOS-атак Анонимус. Пользователи анонимно скачивают LOIC к себе на компьютер и тем самым добровольно добавляют его в ботнет, после чего компьютер используется для атак в AnonOps. Подобные приёмы соответствуют идеалам анонима.

## История

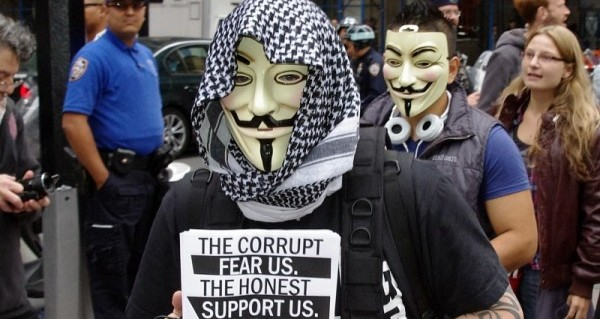
Маска Гая Фокса, впервые использованная анонимом в 2008 году, сама стала графическим интернет-мемом и одним из символов сообщества Анонимус. Дизайн маски — художник-иллюстратор Дэвид Ллойд, 1982 год

По некоторым данным, организация Анонимус зародилась на имиджборде 4chan.
Исторические корни движения можно возвести к первым хактивистским группам, таким, как Cult of the Dead Cow и Electronic Disturbance Theater.
В январе 2011 года в Великобритании были арестованы пять хакеров из группы под названием «Анонимус».
21 июня 2011 года было заявлено об объединении с группой хакеров LulzSec, а 4 июля о близости взглядов с хакерами из The Script Kiddies.
20 января 2012 года на независимом кинофестивале Slamdance Film Festival в штате Юта, США состоялась премьера 93-минутного документального фильма «Имя нам легион: История хактивизма» (англ. We Are Legion: The Story of the Hacktivists), снятого американской кинокомпанией Luminant Media, которая рассказывает об истории создания и текущей деятельности группы Анонимус.
В связи со вторжением России на Украину, главная международная сеть хакеров «Анонимус» на своей странице в Twitter объявила кибервойну правительству РФ. Они взяли на себя ответственность за DDoS-атаки на сайт телевизионного канала Russia Today. Национальный координационный центр по компьютерным инцидентам (при ФСБ России) в своём бюллетене оценил уровень угрозы на информационные ресурсы России как критический. «28 февраля были взломаны сайты крупных новостных агентств. На сайтах агентств ТАСС, Коммерсантъ» и «Известия», Фонтанка и Forbes было выложено обращение к гражданам РФ с просьбой остановить войну на Украине.

## Деятельность и акции
В статье перечислены основные акции Анонимус с 2008 года по 2015 год, получившие освещение в российских и мировых средствах массовой информации.

## Акции протеста

### Саентология

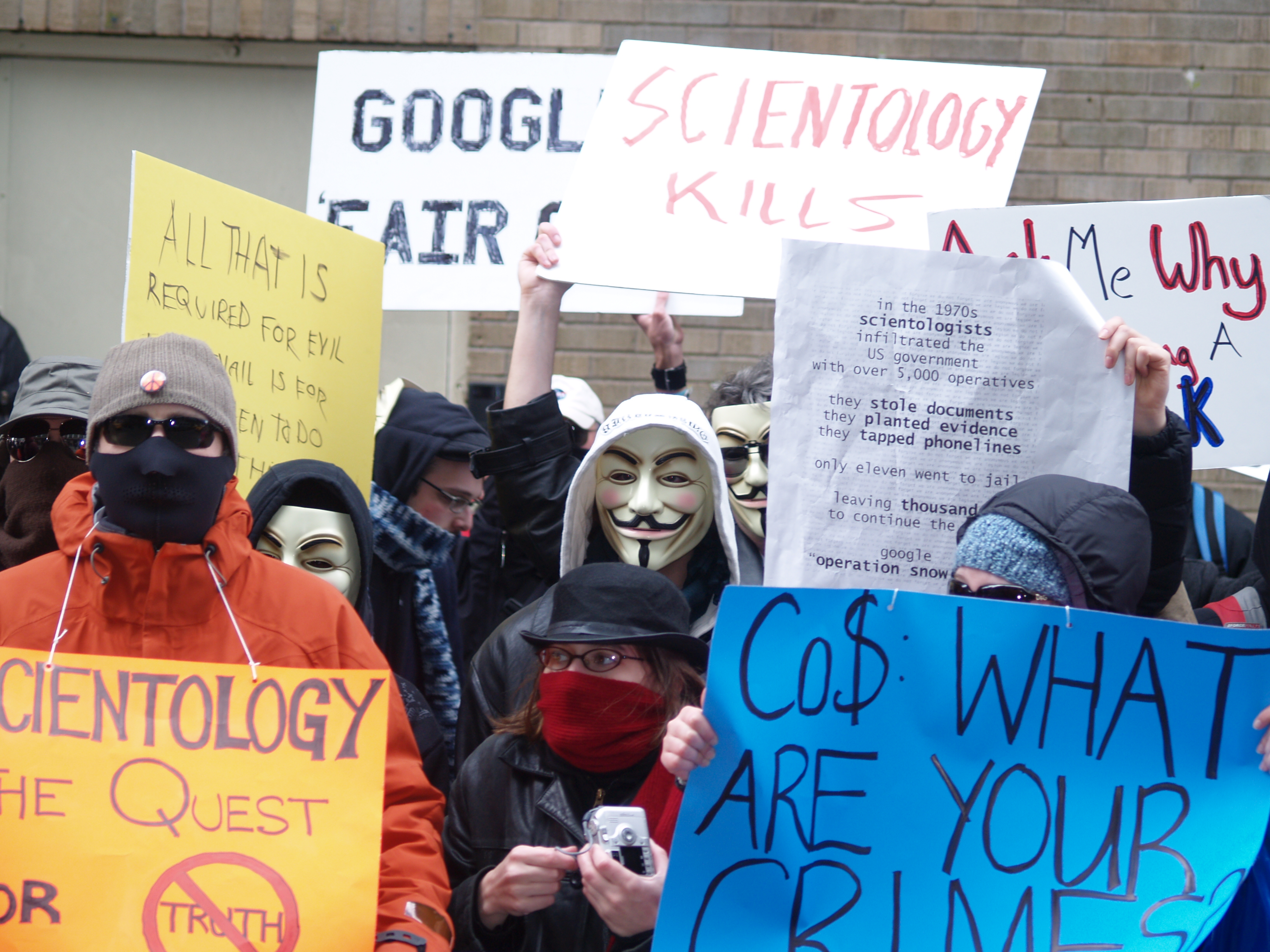
Протесты Анонимус против Церкви саентологии

Проект «Чанология» — организованный Анонимусом протест против деятельности Церкви саентологии.

### The Pirate Bay
Протест против антипиратства и авторского права.

### Anontune
Попытка создания «отказоустойчивой и открытой платформы для общедоступной музыки».

### SOPA
Протест против цензуры в интернете.

### EX.UA
Взлом и DDOS-атаки правительственных серверов с целью протеста против закрытия крупнейшего украинского файлообменника EX.UA.

### ИГ
Взлом и публикация 5000 аккаунтов членов террористической группировки «Исламское государство» (ИГ) в сети в рамках акции «Операция Париж».

### Война на Украине
Вскоре после начала российского вторжения на Украину, группа объявила кибер-войну Владимиру Путину. Были проведены массированные атаки на российские телеканалы в ходе которых трансляция была заменена на документальные ролики бомбёжки украинских городов.
24 марта Анонимус заявили о взломе сайтов торговых сетей Auchan, Leroy Merlin и Decathlon, которые решили не уходить с российского рынка после вторжения России в Украину.

## Anonymous OS
13 марта 2012 года, якобы от имени активистов сообщества «Анонимус» было объявлено о выпуске Linux-дистрибутива Anonymous OS, основанного на ОС Ubuntu 11.10, но использующего графическую среду MATE и предназначенного для обеспечения анонимного выхода в сеть и проверки безопасности систем.
Авторы микроблога @AnonOps, которых часто ассоциируют с движением Anonymous, заявили, что данный дистрибутив не имеет никакого отношения к движению Anonymous:
Дистрибутив Anon OS является фейком и весь нашпигован троянами
.
Позже эту информацию подтвердили другие известные в сообществе микроблоги @AnonNewsSec и @YourAnonNews. Следом The Hacker News опубликовал статью, в которой констатировал, что непонятно, кто стоит за данной операционной системой, она может содержать бэкдоры и её следует опасаться.
15 марта 2012 года администрация SourceForge.net, на котором Anonymous OS была размещена, не найдя связи группы Anonymous с создателями Anonymous OS, решила временно отключить этот проект как вводящий в заблуждение.

## IRC-сети
Аноним-операции часто проводятся в сети IRC с адресом IRC.ANONOPS.NET по каналам таким как #OPISRAEL и другим. Есть также европейские группы и каналы в сети AnonOps, которые поддерживают Anonymous.